# Leeremarksche Heide
De Leeremarksche Heide is een natuurgebied in de gemeente Venlo in Nederlands Limburg. Het gebied bestaat voornamelijk uit bos. Het gebied is onderdeel van het Natura2000-gebied Nationaal Park De Maasduinen.

## Geografie
Het bosgebied ligt op hogere gronden van een oud Maasterras en de Maasduinen tussen de laagte van de Lingsforterbeek in het noordoosten, de laagte van Vreewater in het oosten, de hoge gronden van de Schandelosche Heide in het zuiden en de laagte van het Maasdal in het westen. Het hoge Maasterras loopt in het noorden en zuiden door.
Ten noorden van het gebied liggen Arcen en Lingsfort en ten zuidwesten Lomm en De Voort.